# Ли, Марк
Марк Ли (англ. Marc Lee; 1969, Швейцария. Художник создает интерактивные проекты с 1999 года . Он экспериментирует с информационными технологиями, использует интернет-архивы для создания собственных новостных каналов, смешивая аудио, видео, тексты и изображения. Работы художника можно встретить на крупнейших выставках мира, включая: ZKM Karlsruhe, Новый музей в Нью-Йорке, Берлинское Трансмедиале, Биеннале современного искусства в Севилье, МОМА в Шанхае и других.
С 1995 по 1999 год он учился на факультете изящных искусств Базельского университета искусств и дизайна, а с 2000 по 2003 год - на факультете новых медиа Цюрихского университета искусств.

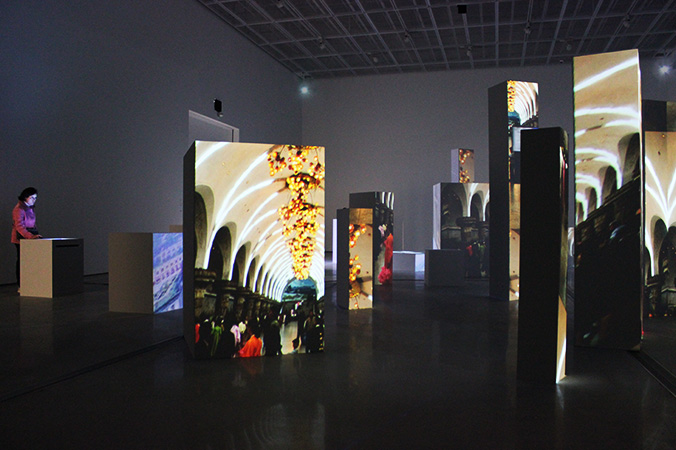
«10000 движущихся городов», MMCA,сеул, Корея

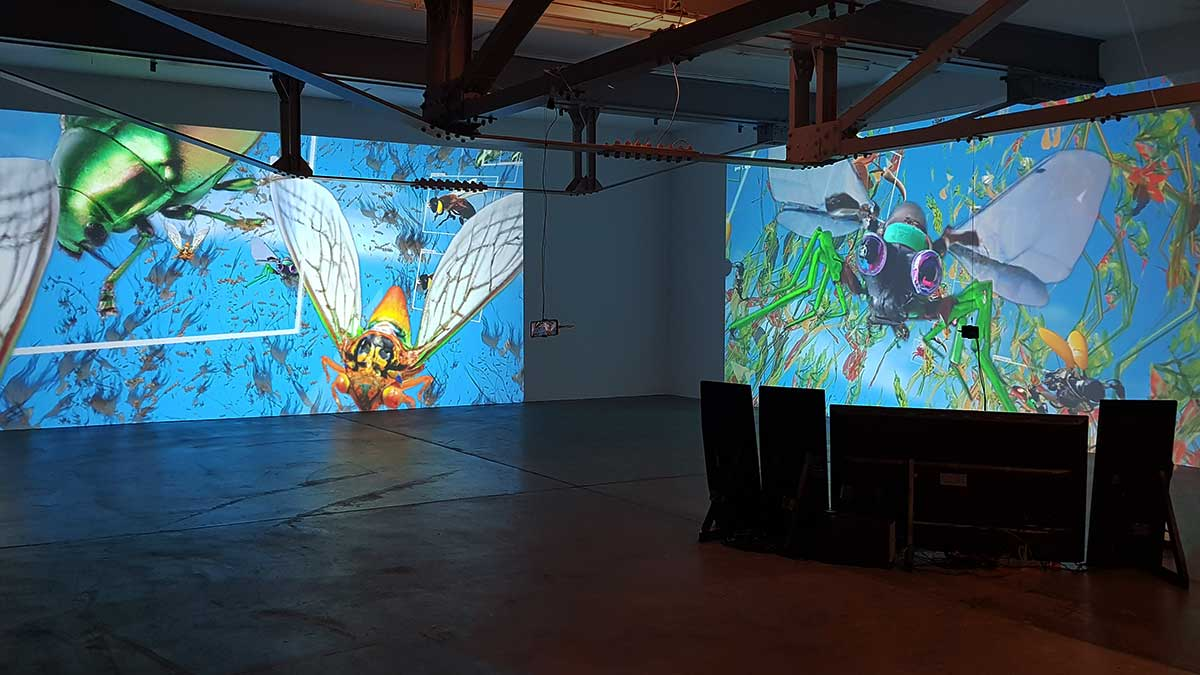
Speculative Evolution, 2024, Kunsthalle Schaffhausen, Швейцария

Инсталляция «10.000 Moving Cities VR (Virtual Reality)»  работа с виртуальной реальностью, которая позволяет зрителю в реальном времени путешествовать по городам, представленным  в виде постоянно обновляющихся постов из различных социальных сетей. Различного рода контент из соц сетей появляется по геотэгу, в зависимости от точки, в которой виртуально находится зритель и формирует облик того или иного города на данный момент.
С помощью приложения Augmented Reality App «10.000 Moving Cities AR (Augmented Reality)»  можно перемещаться между воображаемыми зданиями с помощью смартфона и планшета и участвовать в цифровых коммуникационных потоках и социальных движениях нашего времени с помощью вставленных социальных сетей Postts.